# Allègre

Allègre este o comună în departamentul Haute-Loire, Franța. În 2009 avea o populație de 996 de locuitori.